# Шахин, Мохаммад Сухаил
Мохаммад Сухаил Шахин (дари محمد سهیل شاهین, пушту محمد سهیل شاهین) — афганский политик, военный деятель, являлся представителем талибов в офисе Катара. Он являлся редактором англоязычной государственной газеты «Kabul Times» во времена первого Исламского Эмирата Афганистан, а позже был отправлен на работу в посольство Афганистана в Пакистане в качестве заместителя посла.

## Биография

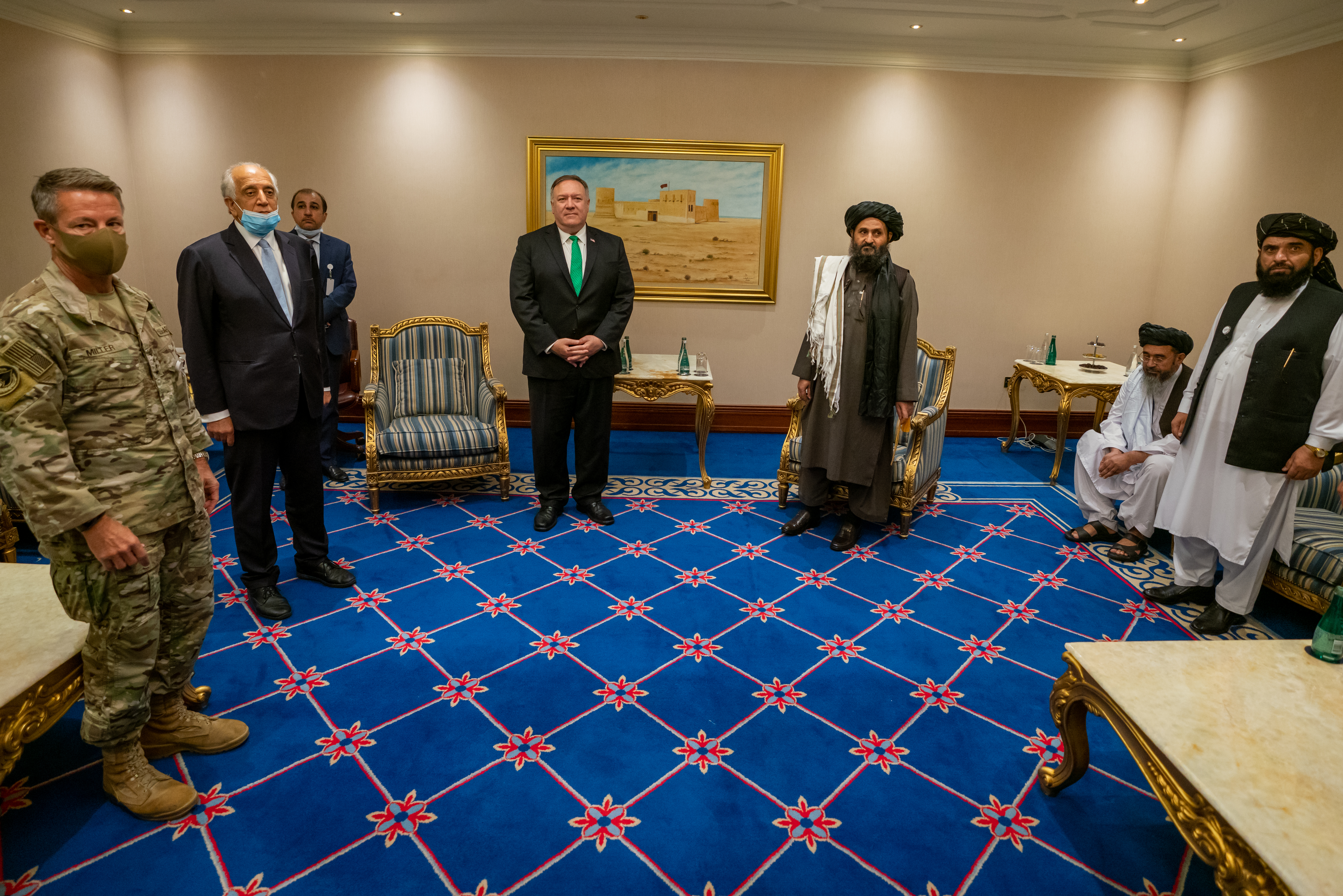
Сухаил Шахин (крайний справа)

Сухаил родился в провинции Пактия, Афганистан. Он получил образование в Международном исламском университете в Исламабаде (Пакистан), а позже — в Кабульском университете, известен как свободно говорящий на английском и урду, а также как неплохой писатель.
Позже, уже во время первого Исламского Эмирата Афганистан, Сухаил работал заместителем посла Афганистана в Пакистане. После провозглашения Исламской Республики Афганистан и свержения талибов он являлся представителем талибов в катарском офисе. В это же время Сухаил неоднократно становился участником переговорных групп «Талибана».
После вывода американских войск из Афганистана Сухаил вместе со своими соратниками из «Талибана» начал новое наступление против правительственных сил, а позже участвовал в Кабульской кампании, которая увенчалась успехом, и город сдался без боя 15 августа. Участие в войне принимал как командующий вооружённых сил «Талибана».
В данный момент является официальным пресс-секретарëм движения «Талибан».